# Масакр у Бравницама
Злочин у Бравницама или Масакр код села Бравнице се догодио 13. септембра 1995. године, када су припадници хрватске регуларне војске - хрватских оружаних снага стрељали и масакрирали 81-ог српског цивила код места Бравнице, општина Јајце.
Избегличка колона састављена од српских цивила са подручја Доњег Вакуфа, Јајца и Травника покушала је да напусти ратом захваћено подручје и избегне на безбедне територије под српском контролом. Међутим, 13. септембра 1995. хрватска регуларна војска ушла је у град Јајце и потом пресрела избегличку колону.  Хрватски војници су испалили гранату на аутобус пун избеглица, а затим су из ватреног оружја запуцали на остале цивиле.  Након тога је из аутобуса изведено десетак преживелих и рањених цивила, углавном жена, који су стрељани.  У нападу је убијен 81 цивил српске националности, међу којима и осморо деце.  Бројни рањеници одведени су у хрватске болнице, где је забележен велики број нехуманог понашања према српским рањеним цивилима.  Према речима сведока, рањенике је посетио лично и Анте Готовина.
За овај масакр, хрватска јавност је оптужила тренутног министра одбране Дамира Крстичевића као најодговорнијег за овај злочин.
1998. на локалитету Царево Поље, код Јајца, ексхумирани су остаци 57 српских цивила док се 24 и даље воде као нестали.